# Hawthorne Army Depot

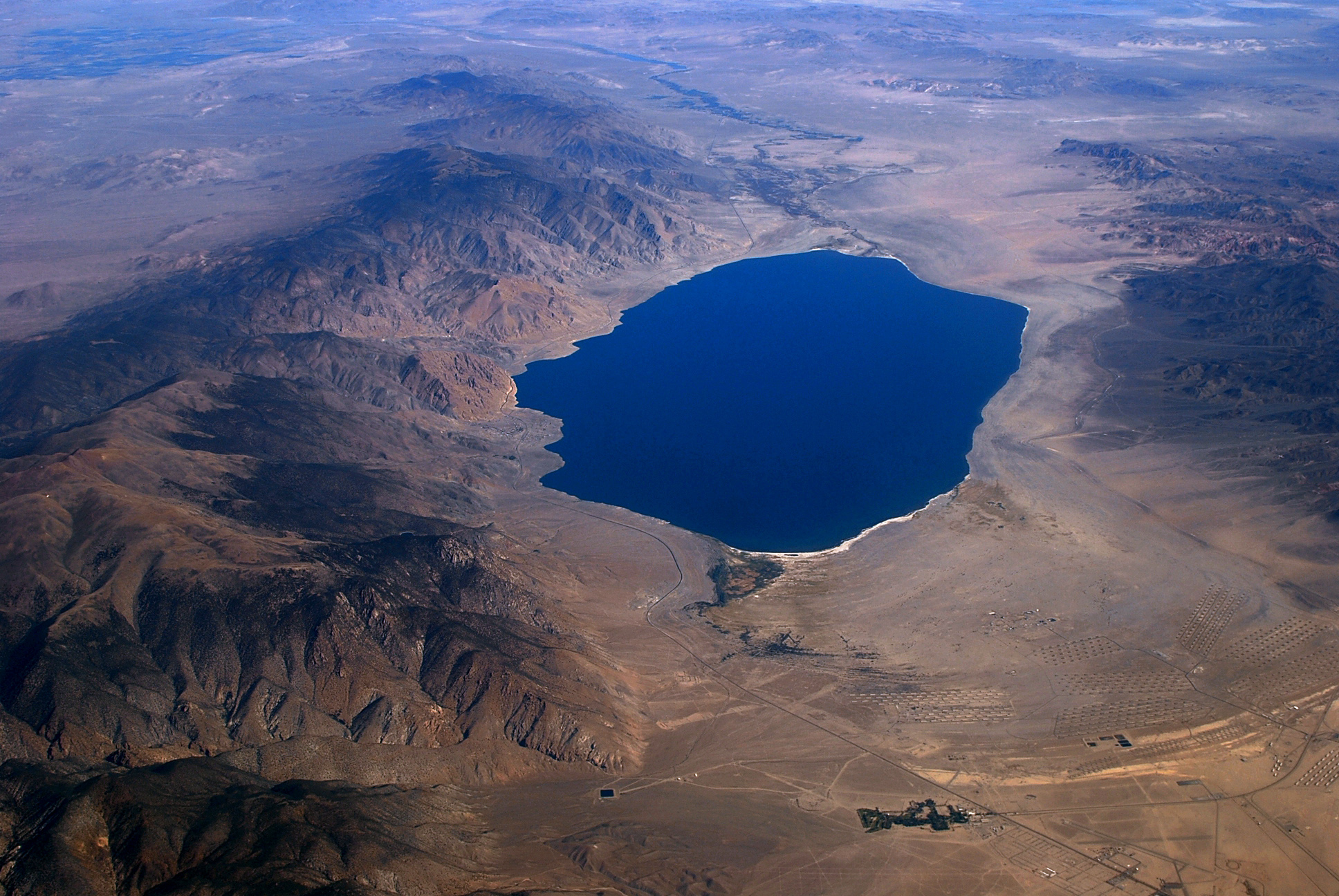
Hawthorne Army Depot ligger precis söder om sjön Walker Lake och runt orten Hawthorne i Nevada.

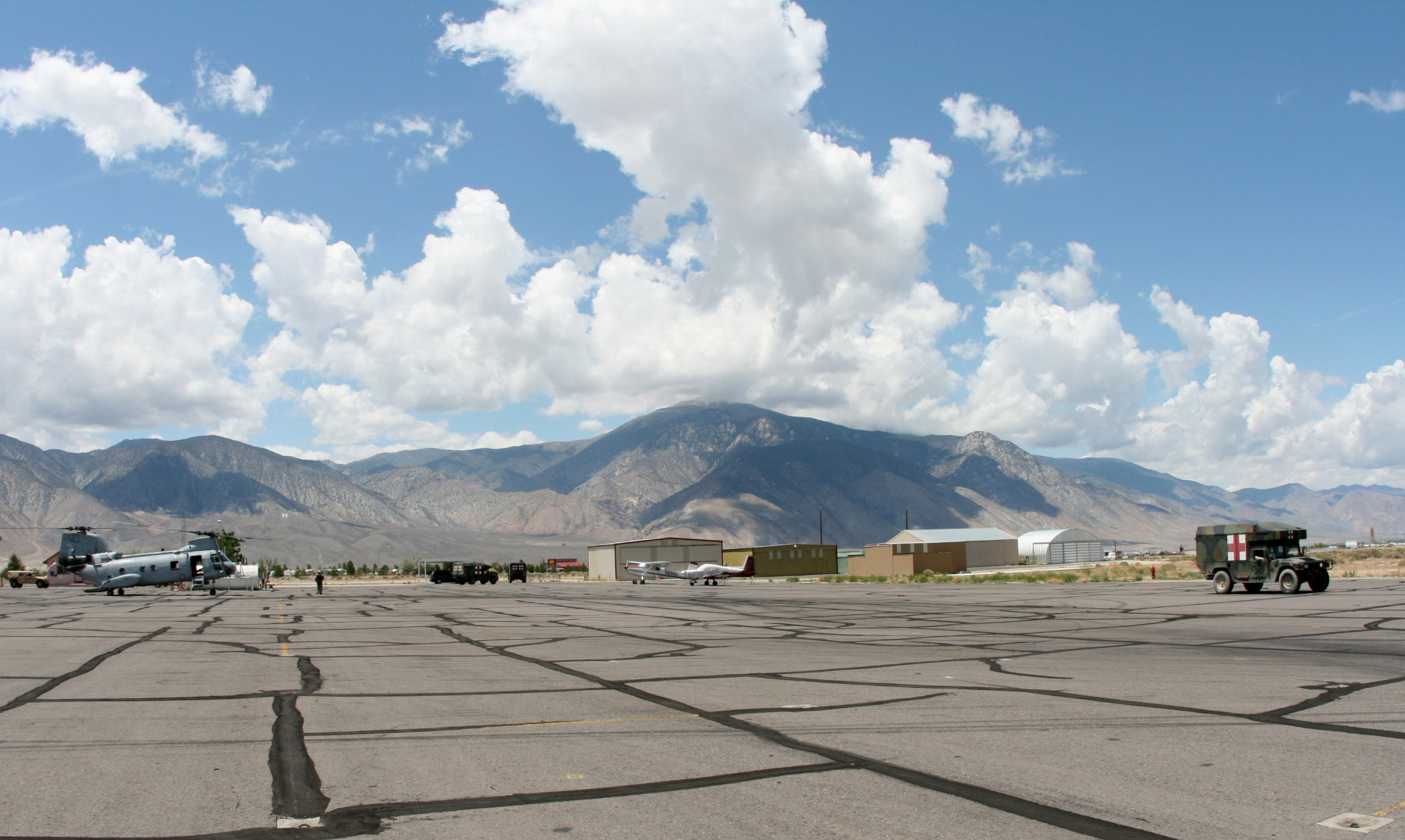
En del av ammunitionsdepåns flygfält i juni 2009, där USA:s marinkår hade militärövningar.

Hawthorne Army Depot, HWAD, är en 59 584 hektar stor amerikansk ammunitionsdepå som förvarar ammunition åt USA:s armé och ligger precis söder om sjön Walker Lake och runt orten Hawthorne i Nevada. Den har en förvaringskapacitet upp till 706 063 kvadratmeter (m2) fördelat på 2 915 stridsvärn, vilket gör den till världens största av sitt slag. HWAD ägs av USA:s armé men drivs av den privata aktören SOC. NV, LLC. Ammunitionen som förvaras på depån är till för att användas efter de 30 första dagarna av en stor konflikt där USA är involverad i därav är den inte fullbemannad under fredstid. HWAD hade 2016 en personalstyrka på 632 anställda, där 565 är kontraktsanställda och 66 är civilanställda via USA:s armédepartement samt en officer (överstelöjtnant) som är chefen för ammunitionsdepån. Det förekommer också bland annat militärövningar för strider i ökenmiljö för olika förband inom USA:s armé och USA:s marinkår på ammunitionsdepån med omnejd.

## Historik
Den grundlades i september 1930 av USA:s flotta och fick namnet Hawthorne Naval Ammunition Depot (NAD), syftet var att ersätta Picatinny Arsenals Lake Denmark Naval Ammunition Depot i New Jersey som hade blivit totalförstörd fyra år tidigare på grund av en brand som hade startats efter ett blixtnedslag. 21 personer omkom och 53 skadades svårt samt att ammunition till ett värde av $84 miljoner (idag värt mer än en miljard dollar) förstördes. Man började anlägga ammunitionsdepån i juli 1928 och den fick sin första leverans av högexplosiva sprängämnen den 19 oktober 1930. Under andra världskriget så stod den för merparten av ammunitionen som användes av amerikanarna, då hade den som högst en personalstyrka på 5 625 anställda och det var året 1945. Säkerheten på NAD sköttes av USA:s marinkår  från den grundlades och till och med 1977, det året överfördes ammunitionsdepån till USA:s armé och fick namnet Hawthorne Army Ammunition Plant (HWAAP). Tre år senare lät man outsourca driften för HWAAP och kontrakt skrevs med den privata aktören Day & Zimmerman. 1994 fick den sitt nuvarande namn.